# Aviair reovirus
Het Aviair reovirus veroorzaakt een infectie bij pluimvee. Het betreft een dubbelstrengs RNA virus dat zich vermenigvuldigt in het cytoplasma van de gastheercel. Het behoort tot de familie van de Reovirussen.
Vaccins zijn beschikbaar (ATCvet codes: QI01AA04 voor het geïnactiveerde vaccin, QI01AD10 voor het levend verzwakte vaccin).